# Selago tenuis
Selago tenuis är en flenörtsväxtart som beskrevs av Ernst Meyer. Selago tenuis ingår i släktet Selago och familjen flenörtsväxter. Inga underarter finns listade i Catalogue of Life.